# Molophilus commoni
Molophilus commoni är en tvåvingeart som beskrevs av Günther Theischinger 1988. Molophilus commoni ingår i släktet Molophilus och familjen småharkrankar. Inga underarter finns listade i Catalogue of Life.